# Yuan Zhen

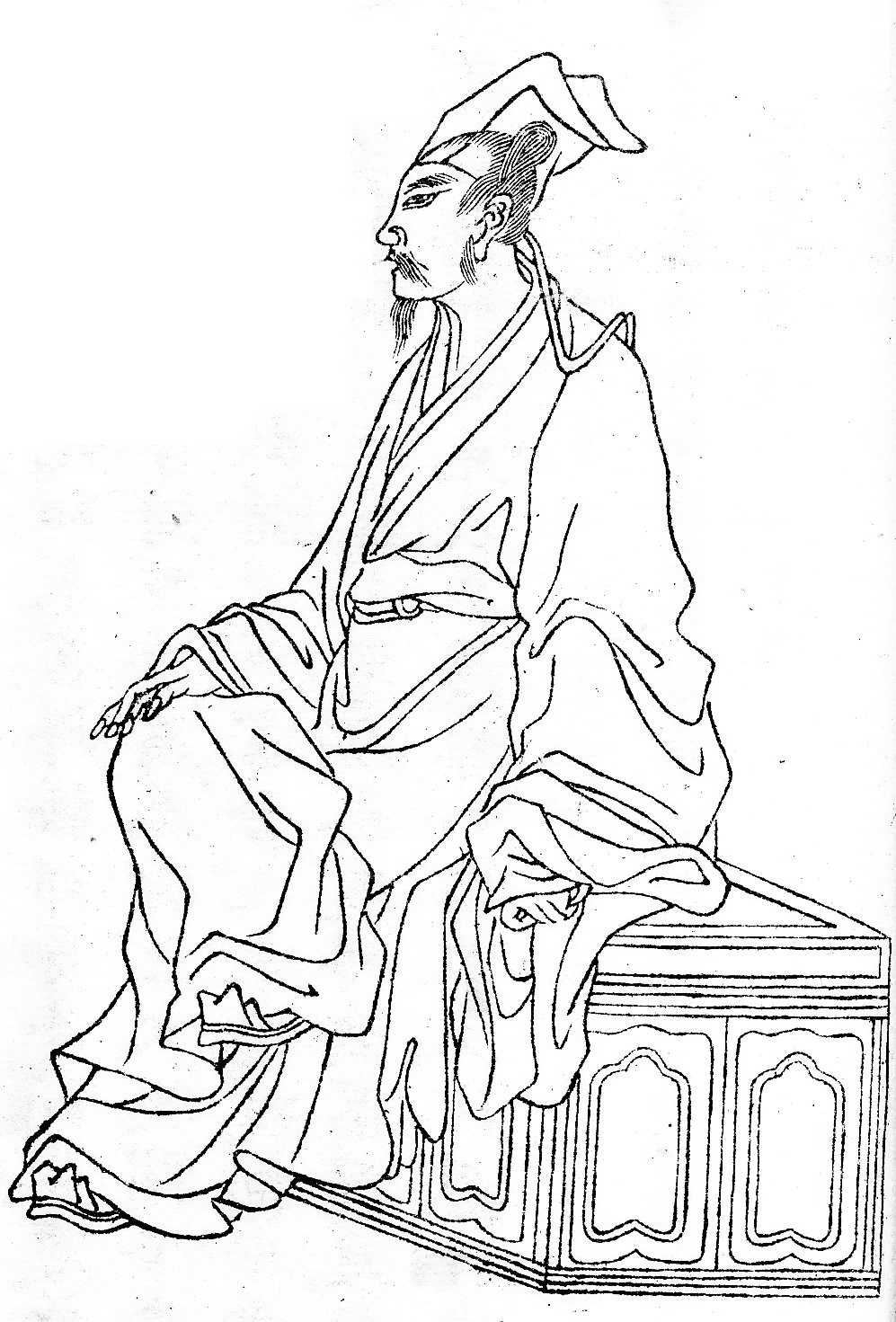
Yuan Zhen.

元稹 Yuan Zhen (779 - 831)) fue un escritor chino de la dinastía Tang, famoso poeta conocido por su amistad con Bai Juyi. Es el autor de la narración Biografía de Yingying (鶯鶯傳), que sería adaptada para óperas o canciones.